# كين ماتسوبارا
كين ماتسوبارا (باليابانية: 松原 健) (16 فبراير 1993 في يوسا في اليابان – )؛ هو لاعب كرة قدم ياباني سابق كان يلعب كمدافع.

## وصلات خارجية
- كين ماتسوبارا على موقع الاتحاد الدولي (مؤرشف)  (الإنجليزية)
- كين ماتسوبارا على موقع رابطة كرة القدم اليابانية للمحترفين (اليابانية)
- كين ماتسوبارا على موقع إي إس بي إن إف سي (الإنجليزية)
- كين ماتسوبارا على موقع قاعدة بيانات كرة القدم.إي يو (الإنجليزية)
- كين ماتسوبارا على موقع ناشيونال فوتبول تيمز (الإنجليزية)
- كين ماتسوبارا على موقع Soccerway.com (الإنجليزية)
- كين ماتسوبارا على موقع عالم كرة القدم.نت (الإنجليزية)
- كين ماتسوبارا على موقع كووورة